# Rio Urucuia
O rio Urucuia é curso de água que banha o estado de Minas Gerais, no Brasil. É um dos principais afluentes da margem esquerda do rio São Francisco no estado.

## Toponímia
Urucuia significa águas vermelhas, ou rio vermelho. A palavra é derivada do urucum, que é uma planta nativa na região a qual produz uma tinta vermelha, usada pelos índios para pintar o próprio corpo.
O nome é portanto de característica indígena das tribos tupinanaês, temiminos, ou caiapós que habitavam nas Guaíbas - ilha do rio São Francisco, próximo a foz do rio Urucuia, os índios possuiam o hábito de chamar as coisas que viam pelos seus adjetivos.
O que pode ser deduzido ainda pelo fato de no inverno o rio possuir águas claras esverdeadas, e no verão período chuvoso em razão das enchentes constantes as águas ficam avermelhadas da cor de barro.

## Características
Este rio é de grande notoriedade para o estado de Minas Gerais e para o Brasil, por ser formador da bacia do rio São Francisco pois também se fez presente nas obras do escritor Guimarães Rosa. 
O Rio Urucuia e os moradores da região - os urucuianos - são mencionados várias vezes no romance do escritor mineiro, Grande sertão: veredas, pela voz do personagem Riobaldo. "Viemos pelo Urucuia. Meu rio de amor é o Urucuia".
Deve-se ressaltar também que o circuito Grande Sertão Veredas é integrado pelo rio Urucuia e é um dos circuitos turísticos do estado de Minas Gerais.

## Nascente, percurso e foz
Nasce nos chapadões de Goiás de um lugar denominado Raizama ou lagoa dos Morões em aproximação com o córrego Bezerra, nas proximidades da divisa entre Formosa  e Buritis, no planalto Central.
Buritis é primeiro município de Minas Gerais a receber as águas do rio Urucuia, ainda em pequena quantidade, a partir de então começa a receber afluentes em solo mineiro e a formar sua bacia hidrográfica. Um dos primeiros rios a desaguar no Urucuia é o rio São Domingos, que nasce e desagua no município de Buritis. Possui em suas margens ainda vegetação preservada em alguns pontos, onde a fauna e a flora do cerrado brasileiro ainda vive em equilíbrio.
A rocha denominada Escorregador localiza-se a cerca de quinze quilômetros do Bezerra no município de Formosa - Goiás, próximo à sua nascente, a partir de então suas águas seguem para Buritis em Minas Gerais, e se torna importante também para muitos municípios como Arinos, Urucúia e outros até desaguar no rio São Francisco.

## Bacia hidrográfica
A bacia hidrográfica do rio Urucuia está inserida na mesorregião Noroeste de Minas, onde estão municípios como Buritis, Arinos, Formoso, região incluída na micro região de Unai. Após segue para região norte do estado de Minas Gerais, onde passa por outros municípios tais como o antigo povoado de Porto de Manga, hoje município de Urucuia, nome dado em homenagem ao rio.
O clima na bacia é considerado semi-úmido, com período seco durando entre quatro e cinco meses por ano, situa-se a disponibilidade hídrica entre dois e dez litros por segundo por quilômetro quadrado, com exceção do alto rio Urucuia, onde se situa entre dez e 20 litros por segundo por quilômetro quadrado.

## Municípios
Abrange um total de nove municípios, quais sejam:
1. Buritis
2. Formoso
3. Arinos
4. Uruana de Minas
5. Riachinho
6. Urucuia
7. Bonfinópolis de Minas
8. Pintópolis
9. São Romão

Todos os nove municípios no estado de Minas Gerais e apresenta uma área de drenagem de 25.135 km², a bacia possui uma população total estimada de 76.441 habitantes.

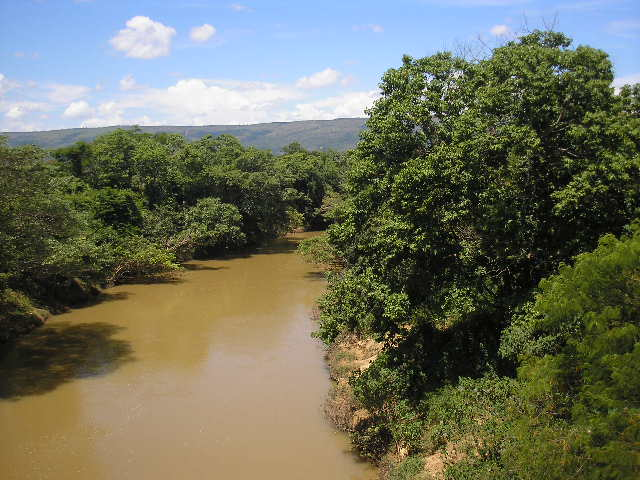
O rio em Buritis
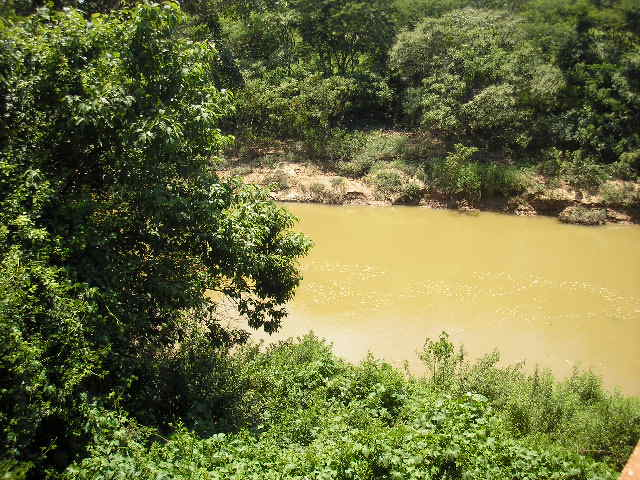
O rio em Buritis
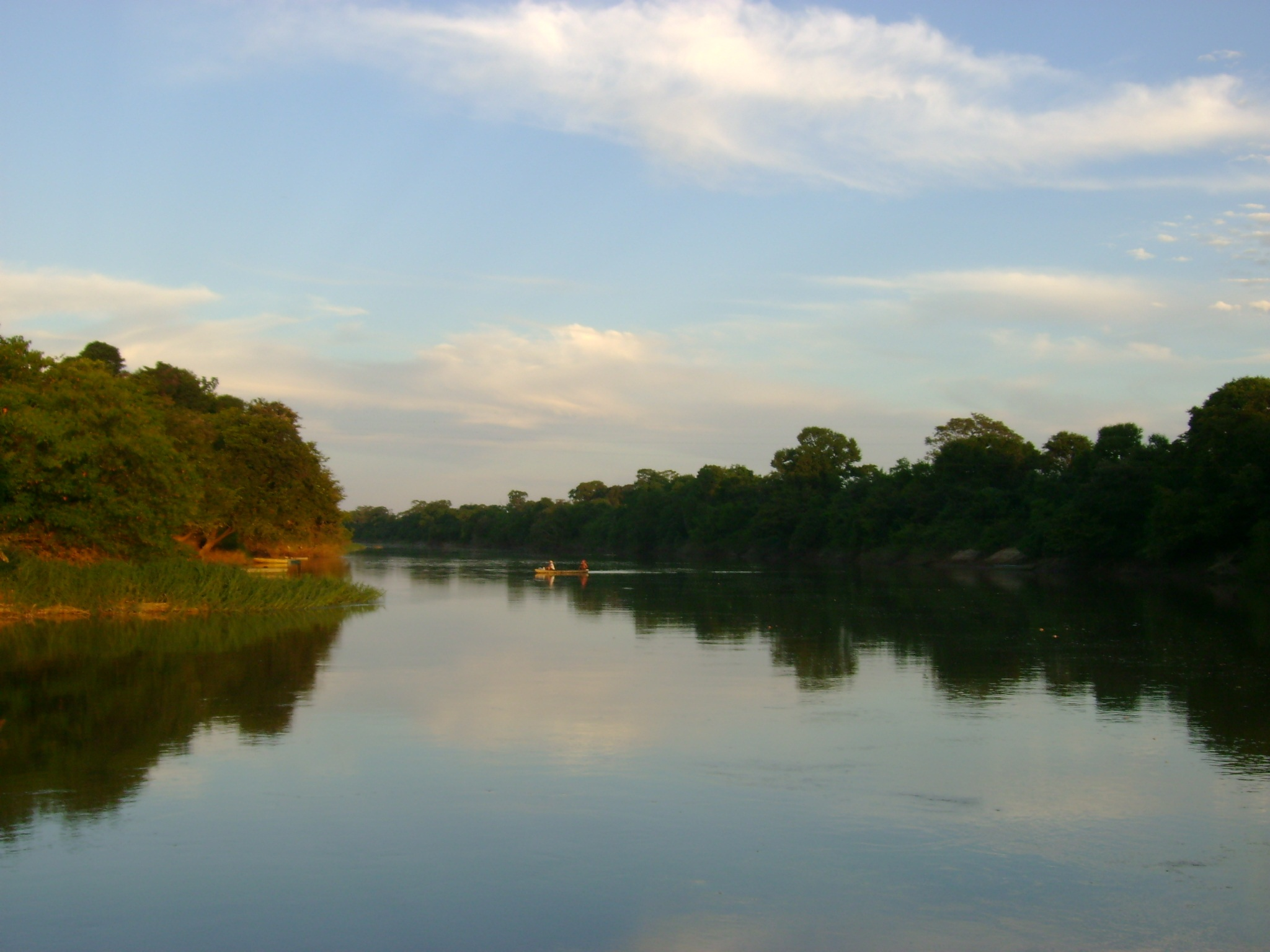
O rio no município de Urucuia